# RANS Nusantara F.C.
RANS Nusantara Football Club ( anteriormente conocido como Cilegon United y RANS Cilegon FC ) es un club de fútbol de Indonesia con sede en el norte de Yakarta, Yakarta . El apodo de RANS Nusantara FC es Magenta Force y The Prestige Phoenix. El club juega actualmente en la Liga 1, la máxima división del fútbol indonesia.

## Historia
El club se fundó en 2012 y no tiene mucha historia en el fútbol de Indonesia. Anteriormente, se llamaban Cilegon United. El 31 de marzo de 2021, el club fue adquirido por RANS Entertainment y Prestige Motorcars. Fueron renombrados RANS Cilegon FC RANS es una empresa propiedad de Raffi Ahmad y Nagita Slavina, mientras que Prestige es un distribuidor de autos super deportivos del norte de Yakarta.
El 28 de septiembre de 2021, RANS Cilegon hizo su debut en la Liga 2 en una derrota por 3-1 ante Dewa United en el estadio Gelora Bung Karno Madya.Una semana después, tuvieron su segundo partido en la victoria por 2-1 contra Persekat Tegal.El 1 de diciembre de 2021 cerró el partido de la fase de grupos de la Liga 2 2021-22 con una victoria por 3-0 ante el PSKC Cimahi y con este resultado se clasificó a octavos como subcampeón del Grupo B.El 22 de diciembre de 2021, se clasificaron para las semifinales de la Liga 2 2021-22 como ganadores del Grupo X tras un empate 0-0 sobre Sriwijaya. Se produjeron resultados satisfactorios en el partido de semifinales cinco días después, cuando se clasificaron para la final y ganaron el ascenso a la Liga 1 la próxima temporada después de una victoria por 3-0 sobre el PSIM Yogyakarta,pero en el partido final el 30 de diciembre de 2021, sufrieron una derrota por 2-1 ante Persis Solo y finalmente se convirtieron en subcampeones de la liga.
El 30 de mayo de 2022, durante el Congreso Ordinario de PSSI de 2022, el club cambió su nombre a RANS Nusantara FC. Esto era parte del deseo del presidente del club Raffi Ahmad, de que su club fuera apoyado por fanáticos de todos los rincones de Indonesia.

## Mascota
Magenta Phoenix es la mascota de RANS Nusantara FC. El color del ave Fénix de la mascota del RANS Nusantara FC es magenta, el color se relega a azul claro para representar a las mujeres y los hombres que apoyan al RANS Nusantara FC. El club RANS Cilegon FC es similar al Cerezo Osaka FC porque es anti-mainstream, es decir, el único club de fútbol que tiene una camiseta magenta con una combinación de colores azul claro en Indonesia. Porque la camiseta RANS Nusantara FC es magenta y azul claro, por lo que la pueden disfrutar tanto mujeres como hombres.